# 国际金瓶梅研究会
国际金瓶梅研究会，2009年12月在美国纽约州纽约市建立的以明朝兰陵笑笑生《金瓶梅》为学术研究对象的学术组织，为非营利性组织，其宗旨是和全世界《金瓶梅》研究专家、学者沟通学术见解和成果。

## 沿革
2009年12月，国际金瓶梅研究会正式建立，建立者是全美中国作家联谊会。
2011年，首届国际金瓶梅研讨会在浙江省杭州市召开。

## 重要人物
- 会长：徐仁达、冰凌
- 执行会长：陈明达

## 官方刊物
该组织每半年出版一期《国际金瓶梅研究》杂志，每一年出版一本《金瓶梅研究》专著。
- 陈明达《破解<金瓶梅>四百年悬题，作者为黄岩人氏蔡荣名》
- 徐仁达、陈明达、赵颂平、夏吟合著《<金瓶梅>作者蔡荣名说》、《<金瓶梅>作者蔡荣名说的立论依据》
- 凌鼎年《王世贞写<金瓶梅>说》
- 《国际金瓶梅研究丛书》